# John Hopcroft
John E. Hopcroft (7 de octubre de 1939) es un conocido científico de la computación. 
Recibió su licenciatura por la Universidad de Seattle en 1961, y sus títulos de máster y doctorado por la Universidad de Stanford en 1962 y 1964, respectivamente. A partir de entonces trabajó durante tres años en la Universidad de Princeton. Desde entonces ha permanecido en la Universidad de Cornell, donde en 2006 es el Profesor IBM de Ingeniería y Matemática Aplicada en Ciencias de la Computación.
Recibió el Premio Turing de la ACM —el galardón más prestigioso que se concede en su campo— junto con Robert Tarjan en 1986, «por logros fundamentales en el diseño y análisis de algoritmos y estructuras de datos». Además de su labor investigadora, es bien conocido por sus libros sobre algoritmos y lenguajes formales, escritos junto con Jeffrey Ullman y Alfred Aho, siendo sus títulos considerados como textos clásicos en el campo.
John Hopcroft es nieto de Jacob Nist, fundador de la Seattle Box Company. 